# Katedra w Poitiers
Katedra w Poitiers (właściwie archikatedra pw. św. Piotra Apostoła w Poitiers) – rzymskokatolicka archikatedra we francuskim mieście Poitiers, w regionie Nowa Akwitania.

## Historia
Budowę katedry rozpoczęto pod koniec XII wieku z inicjatywy Henryka II Andegaweńskiego, ukończono ją w 1379. Większość witraży pochodzi z XII i XIII wieku. Podczas rewolucji francuskiej w kościele zakazano praktykowania kultu, który pozwolono przywrócić dopiero w 1795 roku.

## Architektura i wymiary
Świątynia gotycka, trójnawowa, w układzie halowym. Charakterystyczną cechą jest brak bocznych kaplic. Nawa główna jest wysoka na 30 metrów. Długość całej katedry wynosi 94 m, a transeptu – 50 metrów.

## Galeria

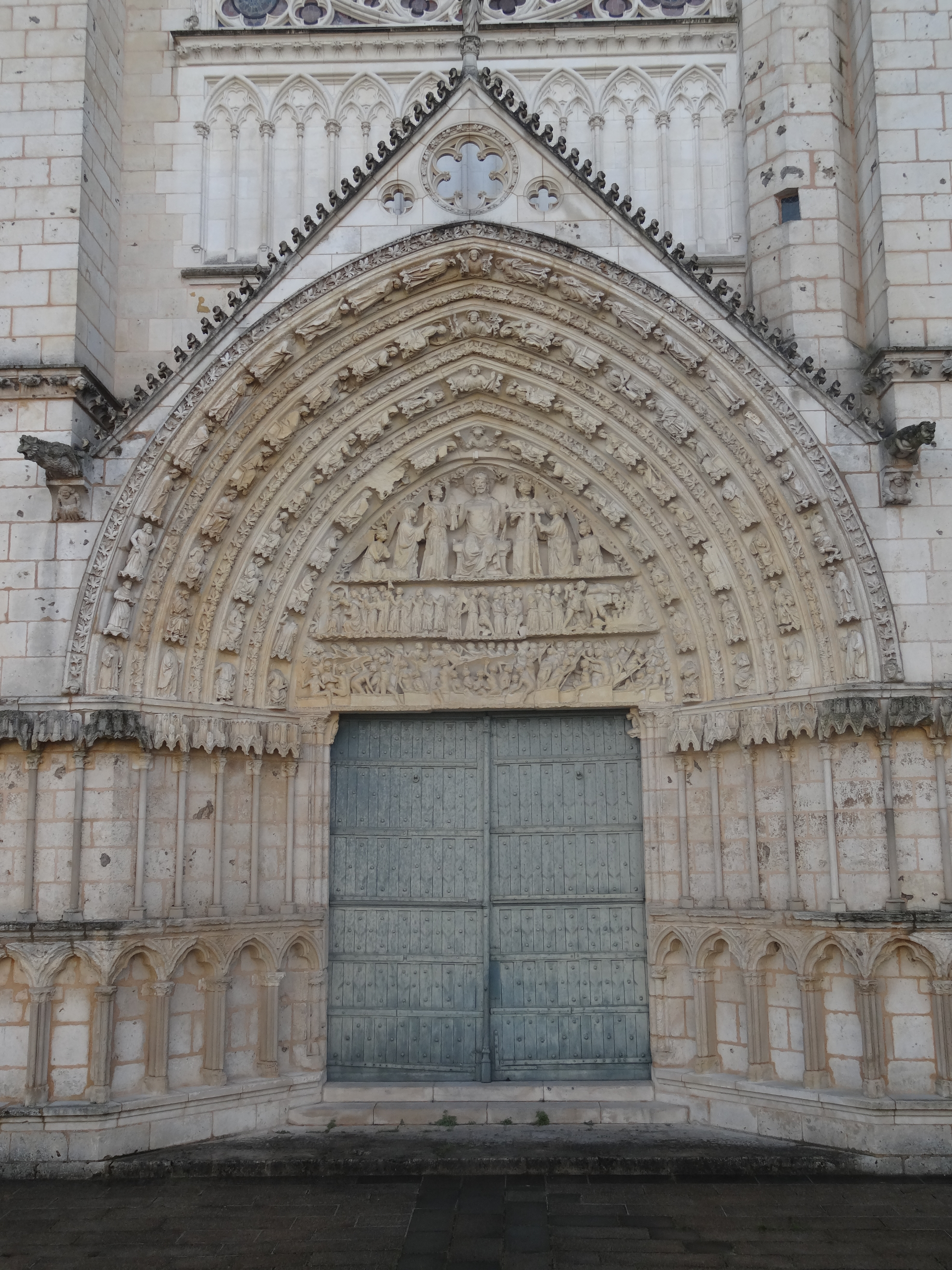
Portal główny
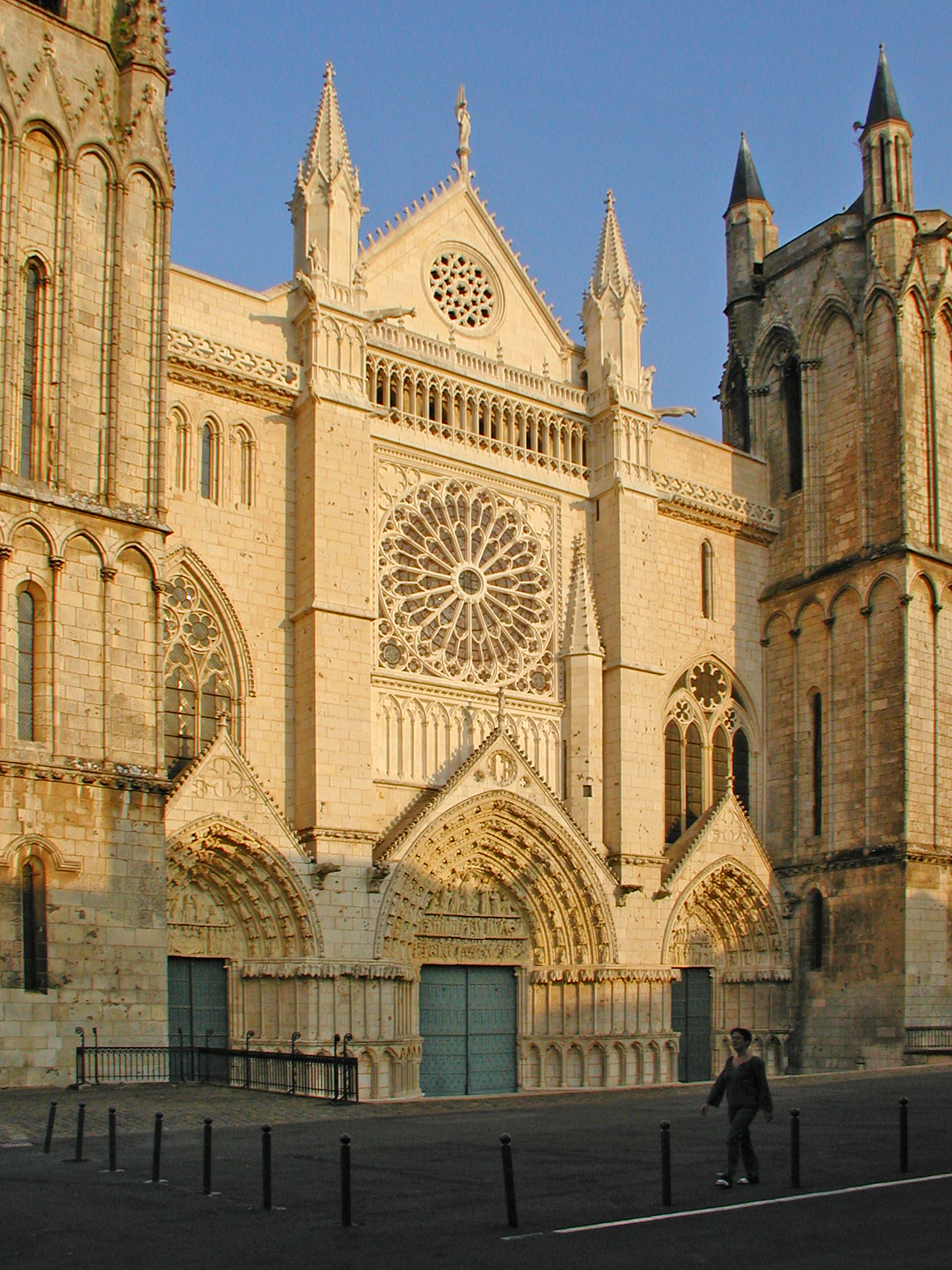
Fasada katedry
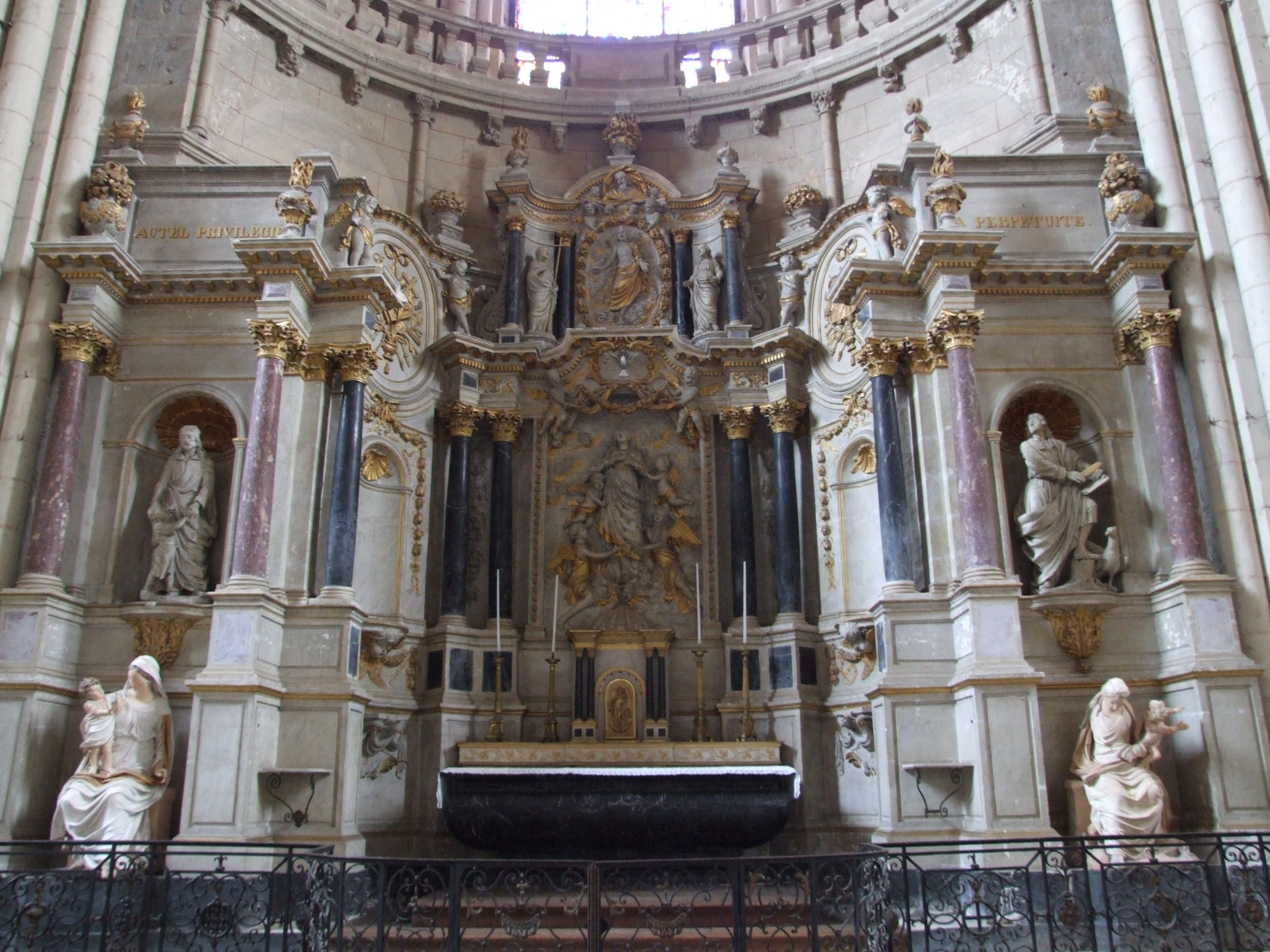
Ołtarz główny
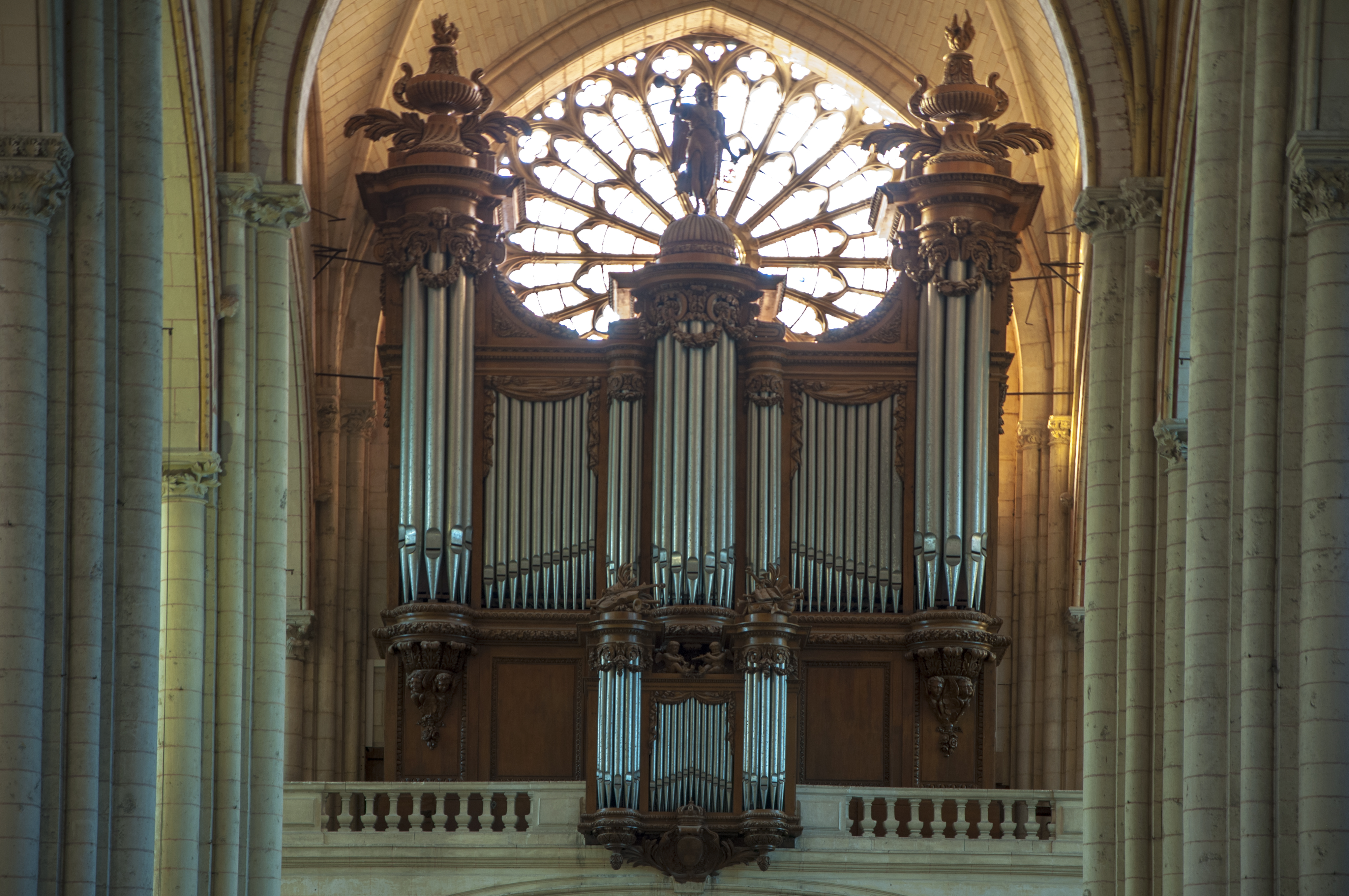
Organy
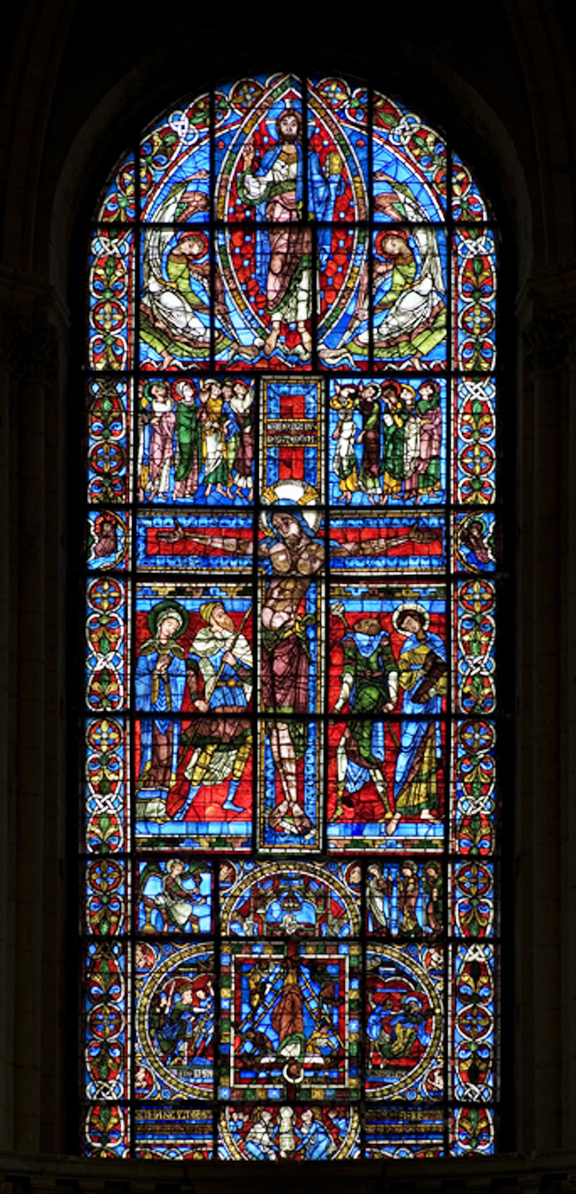
Witraż z krucyfiksem